# Almsjuka (svampart)
Almsjuka (Ophiostoma ulmi) är en av flera svamparter som orsakar almsjuka. Arten, som beskrevs av Christine Buisman och fick sitt nu gällande namn av John Axel Nannfeldt 1934, ingår i släktet Ophiostoma och familjen blånadssvampar (Ophiostomataceae).  

## Utbredning
Ophiostoma ulmi tros ursprungligen härstamma från Asien, men spreds av människan till Amerika, Europa och Nya Zeeland. Första kända fallen i Europa dök upp kring 1910, och nådde Noramerika med timmertransporter 1928. Idag är almsjukan utbredd över i stort sett alla de länder, där almar av släktena Ulmus och Zelkova har sitt utbredningsområde.

### Förekomst i Sverige
Almsjuka är känd i Sverige sedan 1950-talet. Främst förekommer den i de södra delarna av landet, inklusive Gotland. O. novo-ulmi kom till Sverige på 1970-talet, och drabbade då framförallt Skåne, Göteborgsregionen och Mälardalen. Den senare arten har numera ersatt O. ulmi på de flesta ställen i Sverige.[källa behövs]

## Ekologi
Svampen sprids i första hand av almsplintborrar av släktet Scolytus, och i andra hand av överväxt från träd till träd via rotkontakt. Svampen växer i trädets näringsbanor, varvid dessa täpps igen, så att almen vissnar och dör. Almsplintborrarna som sprider almsjukesvampens sporer, bor under barken på vuxna träd, där larverna utvecklas och förpuppas. När de flugit ut som nykläckta skalbaggar, äter de finbark i kvistspetsarna på almar av alla åldrar. Både vid näringsgnag och vid förökningen under bark smittar de ner de träd.